# Parafia św. Anny w Łapczycy
Parafia św. Anny w Łapczycy – parafia rzymskokatolicka, znajdująca się w diecezji tarnowskiej, w dekanacie Bochnia Zachód.
Od 2019 proboszczem parafii jest ks. mgr Zbigniew Baran.

## Historia parafii
Najstarsza wzmianka o Łapczycy znajduje się w dokumentacji kardynała Idziego z 1105 roku, gdzie można przeczytać: „Łapczyca jest własnością opactwa tynieckiego”. O kościele w Łapczycy przeczytać można także w bulli papieża Grzegorza IX z 1229 roku. W 1340 roku zbudowano kościół murowany, dar króla Kazimierza Wielkiego. W XV wieku osada przeniosła się niżej, wzdłuż dzisiejszej drogi krajowej E4. W tym miejscu zbudowano w 1509 roku kościół drewniany pw. św. Anny, który spłonął w dniu 14 kwietnia 1728 roku. Następny drewniany kościół zbudowano w 1733 roku. Kościół ten rozebrano po wybudowaniu nowej świątyni. W miejscu gdzie stał drewniany kościół znajduje się aktualnie kapliczka (po przeciwnej stronie obecnego kościoła). Obecny neogotycki kościół bogaty w detale zbudowano w 1933 roku. W ołtarzu głównym znajduje się obraz barokowy przedstawiający św. Annę, na tęczy umieszczono barokowy krucyfiks. Pochodzą one z rozebranego, drewnianego, kościoła.